# Lucjan Suchanek
Lucjan Ludwik Suchanek (ur. 27 maja 1937 w Brzezince) – profesor zwyczajny, doktor habilitowany w Zakładzie Rosjoznawstwa, w Instytucie Filologii w Państwowej Wyższej Szkole Zawodowej w Oświęcimiu oraz były rektor tej uczelni. 

## Życiorys
W 1960 ukończył studia na Uniwersytecie Jagiellońskim, tam w 1971 otrzymał stopień doktora, w 1976 stopień doktora habilitowanego. W 1989 otrzymał tytuł profesora. W latach 1981–1984 i 1993-1999 był dyrektorem Instytutu Filologii Rosyjskiej UJ, w latach 1984-1990 dziekanem Wydziału Filologicznego, w latach 1990-1993 prorektorem. Od 2004 był dyrektorem Instytutu Rosji i Europy Wschodniej, od 2001 kierował Katedrą Rosjanoznawstwa. W 2005 został rektorem Państwowej Wyższej Szkoły Zawodowej w Oświęcimiu.
Od 1998 członek korespondent, od 2007 członek czynny Polskiej Akademii Umiejętności.
W 2007 odznaczony Krzyżem Oficerskim Orderu Odrodzenia Polski. Autor kilkudziesięciu książek z zakresu filologii rosyjskiej, kulturoznawstwa, literaturoznawstwa oraz rosjoznawstwa.
Wieloletni juror Przeglądu autorskich Kabaretów Amatorskich PaKA.